# Trichoglottis winkleri
Trichoglottis winkleri är en orkidéart som beskrevs av Johannes Jacobus Smith. Trichoglottis winkleri ingår i släktet Trichoglottis och familjen orkidéer.

## Underarter
Arten delas in i följande underarter:
- T. w. minor
- T. w. winkleri